# 承志堂
承志堂是安徽黟县宏村规模最为宏大、也最为奢华的一处建筑群，建于清咸丰五年（1855年），为晚清徽州大盐商汪定贵的豪宅。 
承志堂建筑群规模宏大，占地4亩，建有楼房7座，房屋66间，围合成九个天井，开门60处，建筑面积共3000平方米。由于汪定贵捐了五品官衔，大门内又增设了八字仪门，平时只开侧门，设计成商字门。前厅布置有花瓶、明镜、自鸣钟，寓意“终身平静”。除前后厅、书房厅、鱼塘厅、后花园外，住宅内还设有吸食鸦片的“吞云轩”和打麻将的“排山阁”。承志堂尤以木雕繁复华美著称，全宅136根木柱和梁枋、雀替，均有精美的人物故事雕刻，表面还涂有金粉，题材包括“百子闹元宵”、“郭子仪拜寿”、“唐肃宗宴客图”等。整个豪宅耗费白银数十万两。